# Diasia
Diasia is een geslacht van hooiwagens uit de familie Triaenonychidae.
De wetenschappelijke naam Diasia is voor het eerst geldig gepubliceerd door Sørensen in 1902. 

## Soorten
Diasia omvat de volgende 3 soorten:
- Diasia araucana
- Diasia michaelseni
- Diasia platnicki